# Metacalciouranoïta
La metacalciouranoïta és un mineral de la classe dels òxids. Rep el nom per ser una calciouranoïta deshidratada.

## Característiques
La metacalciouranoïta és un òxid de fórmula química (Ca,Ba,Pb,K₂)U₂O₇·2H₂O. Es tracta d'una espècie aprovada per l'Associació Mineralògica Internacional, i publicada per primera vegada el 1973.
Segons la classificació de Nickel-Strunz la metacalciouranoïta pertany a «04.GB - Uranils hidròxids, amb cations addicionals (K, Ca, Ba, Pb, etc.); principalment amb poliedres pentagonals UO₂(O,OH)₅» juntament amb els següents minerals: agrinierita, compreignacita, rameauita, becquerelita, bil·lietita, protasita, richetita, bauranoïta, calciouranoïta, fourmarierita, wölsendorfita, masuyita, metavandendriesscheïta, vandendriesscheïta, vandenbrandeïta, sayrita, curita, iriginita, uranosferita i holfertita.

## Formació i jaciments
Va ser descoberta al dipòsit de molibdè i urani d'Oktyabr'skoe, a Krasnokamensk, dins el districte de Krasnokamensky (Krai de Zabaikàlie, Rússia), on es troba en agregats densos i de gra fi, associada a altres minerals com: uranofana-α, uraninita, bauranoïta, calciouranoïta i protasita. Aquest dipòsit és l'únic indret de tot el planeta on ha estat descrita aquesta espècie mineral.